# Rantau Sialang (Sungai Keruh)
Rantau Sialang is een bestuurslaag in het regentschap Musi Banyuasin van de provincie Zuid-Sumatra, Indonesië. Rantau Sialang telt 2719 inwoners (volkstelling 2010).